# Campofilone

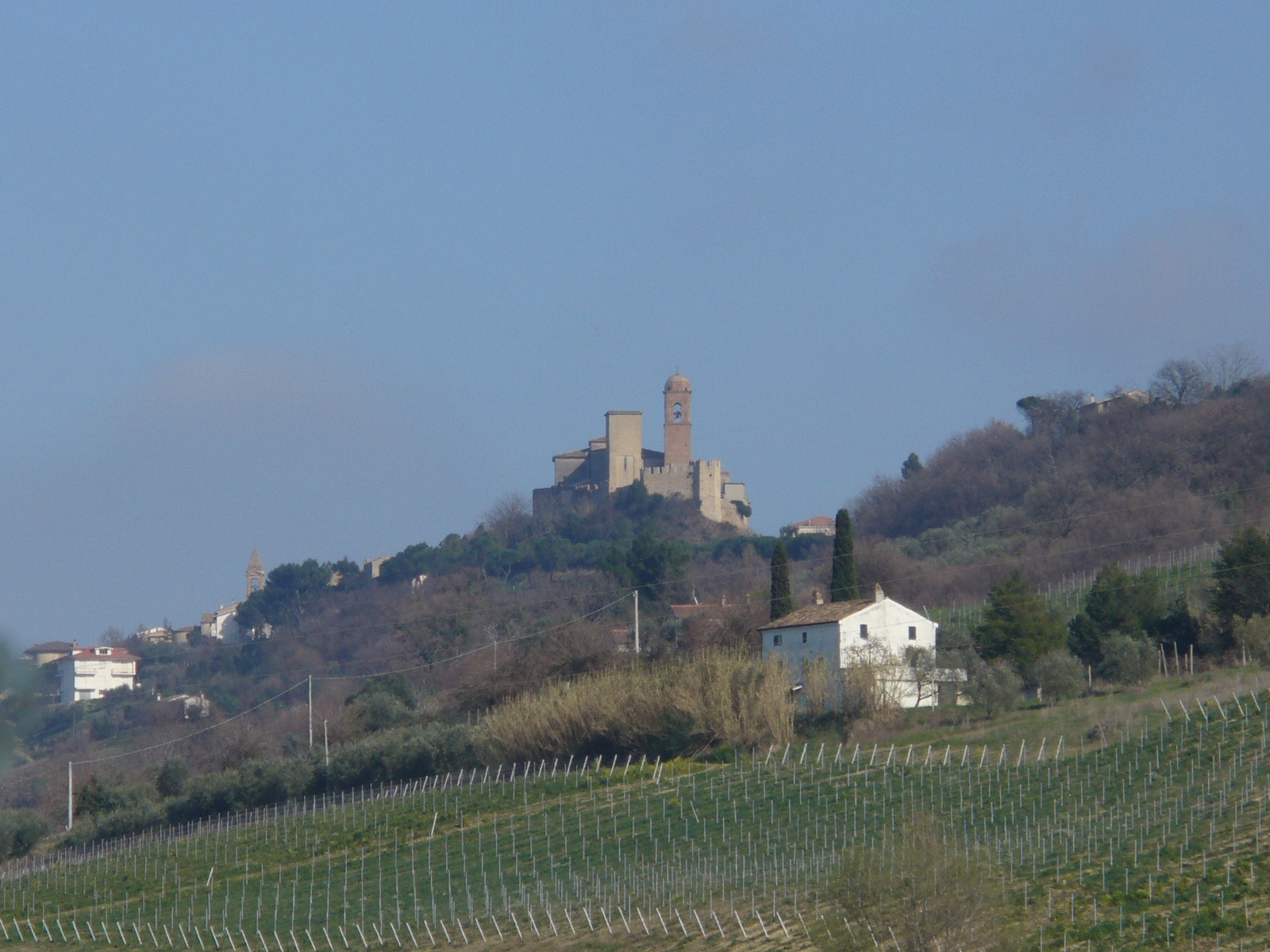
Panorama de Campofilone.

Campofilone (en el dialecto marchigiani perteneciente a la región de fermano Camfillù o Campfillù; o más moderadamente Campufiló) es una comuna italiana de 1930 habitantes de la provincia de Fermo, en Marche.
A partir de enero de 2010, la comuna forma parte integral, (por decisión deliberada del Consejo Regional de Marche y ratificado en noviembre y diciembre de 2009), de la Zona territorial n. 11 de la Autoridad regional de salud única de Marche (con el acrónimo Z.T. n. 11 - A.S.U.R. Marche).
El centro dependiente del obispo de Fermo en la Edad Media era conocido como Campus fullonum (campo de tintoreros?), cuya etimología aun es incierta.

## Evolución demográfica
| Gráfica de evolución demográfica de Campofilone entre 1861 y 2001 |
|                                                                   |
| Fuente ISTAT - Gráfica elaborada por Wikipedia                    |